# Pasztuni
Pasztuni a. Pasztunowie (dawniej także Afganowie, Pusztunowie, Patanie, nazwa własna ‏پشتون‎ [pəʂtun]) – główna grupa etniczna Afganistanu (uważająca się za jedyną ludność rdzennie afgańską) oraz jedna z głównych grup etnicznych Pakistanu, mniejsze skupiska zamieszkują także przygraniczne tereny Iranu i Indii. Pod względem antropologicznym zaliczają się do odmiany białej.
Jest to lud koczowniczy, pasterski, nomadyczny. Wszedł on w konflikt z ludami osiadłymi, rolniczymi (Tadżykami, Hazarami, Uzbekami i Kirgizami) ze względu na sprzeczność interesów i inne wartościowanie kultury.
Pasztuni są muzułmanami sunnitami, z wyjątkiem klanu Turi wyznającego szyizm. Dużą rolę w ich kulturze odgrywa Pasztunwali – tzw. kodeks honorowy, oparty m.in. na zemście rodowej. Ważne decyzje podejmowane są przez Loja Dżirga – radę starszyzny plemienia.
Narodowym tańcem Pasztunów jest attan.
Pasztuni z północnych regionów Afganistanu uprawiają także popularny w tych regionach narodowy sport buzkaszi.

## Plemiona pasztuńskie
Pasztuni dzielą się na duże plemiona (tabar), dzielące się z kolei na rody (chel).
| | | | | | |
| - Ahmadzai - Aczakzai - Afridi - Alizai - Amerchel - Aminzai - Baburkhel - Bahadurzai - Bangasz - Barakzai - Bazai - Bhittani - Burki | - Chakwani (Chugiani) - Chalil - Charoti - Charotha Chel - Chattak - Czamkanni - Czagharzai - Daftanai - Daudzai - Daulatzai - Darpa Chel - Dilazak - Dostichal - Durrani - Dżabarchel - Dżahangiri - Dżadun - Edo-Chel - Ferozchel | - Gamarjani - Gandapur - Gigiani - Ghilzai - Ghoriachel - Hakimzai - Hassanzai - Ibrahimchel - Iszaqzai - Jusufzai - Kakar - Kasi - Kakazai - Katawazi - Karimzai - Kundi - Lodhi | - Maddachel - Mahsud - Mallagori - Mamund - Mangal - Marwat - Mianchel - Mirazichel - Maszwani - Mohabbat - Mohamedzai - Mohmand - Musazai - Musackhel - Nasochel - Nasseri - Najebchel | - Nijazi - Nurzai - Nuhani - Omarchel - Orakzai - Popalzai - Piarochel - Rohilla - Sadozai - Sapai - Safi - Salarzai - Szahbazchel - Szamalzai - Swati - Szerzai - Szilmani | - Szinwari - Szirani - Stanizai - Sulejmonchel - Suri - Swati - Tanoli - Tahirchel (Tarchel) - Taraki - Tarkani - Tarin - Tartarchel - Turi - Umarzai - Ustarana - Utman Chel - Wardak - Waziri - Wur - Zadran - Zazi (Dzadzi) |